# Diodora panamensis
Diodora panamensis är en snäckart som först beskrevs av Sowerby 1835.  Diodora panamensis ingår i släktet Diodora och familjen nyckelhålssnäckor. Inga underarter finns listade i Catalogue of Life.